# 평등주의

평등주의(平等主義) 또는 만민평등주의(萬民平等主義), 이갈리타리아니즘(Egalitarianism, 프랑스어에서 égal은 ‘평등’을 의미) 또는 이퀄리타리아니즘(Equalitarianism)은 모든 사람들에게 평등을 우선시하는 사조이며, 또한 특정한 자격, 책임, 의무가 있는 사람들, 또는 모든 인간이 법적, 정치적, 경제적, 사회적으로 전체적으로 공평하게 다루어지게 될 것을 지향하는 사상이다. 자유주의 등과 함께 현대의 인권 개념을 지원하는 주요 사상이며, 인권 개념 자체가 원래 평등주의에 속해 있다는 점에서, 평등주의는 현대 사회 사상의 다른 일체의 사상에 대해 우월하고 근대 정치 사회 사상의 근간을 이루고 있다.
스탠포드 철학 백과사전(Stanford Encyclopedia of Philosophy)에 따르면, 평등주의 학설은 모든 인간이 기본적 가치 또는 사회적 지위에서 동등하다고 주장한다. 메리엄-웹스터 사전(Merriam-Webster Dictionary)에 따르면, 이 용어는 현대 영어에서 두 가지 다른 정의를 가진다. 그 중 하나는 모든 사람이 같게 취급되어야 한다는 정치적 신념으로, 모든 사람이 동등한 정치적·경제적·사회적 권리 및 시민권을 가져야 한다는 것이다. 다른 하나는 사람들 사이에서 경제적 불평등의 제거 및 경제 평등주의, 권력분립을 옹호하는 사회 철학이다. 일부에서는 평등이 인류의 자연 상태를 반영한다는 관점에서 평등주의를 정의한다.

## 사상 특징
모든 인간은 세상의 모든 가치에 있어서 동등하여야만 하고, 사회에서 권리나 권력 또는 위세를 획득하고 그에 따라 균등한 기회를 갖게되는 사상적 이념이 평등주의라고 한다.
인간은 모두 태어나서부터 인종, 성격, 특징 등 부분마다 모두 다르기 때문에 평등하다는 생각은 특별한 방식의 생각을 추구하게 된다. 평등주의 사상적인 이념을 최초로 전개하였던 스토아 학파는, 모든 인간은 서로 유사한 능력을 갖춘 이성적 존재로서 사실적으로 평등하다고 생각하였다. 그러나 중세에 들어서는 인간은 평등하지 않으며 각자 다르다는 생각이 널리 퍼져 있었다. 한편 17세기의 존 로크와 토머스 홉스 등의 평등적인 사상을 거쳐가며, 18세기의 프랑스 철학자인 콩디야크와 엘베시우스 등에 의해 모든 인간은 발전가능한 잠재력을 가지고 태어난다는 점에서는 모두 동등한 주장이긴 하나, 생활환경과 서로 다른 경험의 차이가 불평등을 주장하게 되었다. 장자크 루소는 문명과 이에 따른 인간적 위세성이 사회적 불평등을 낳는다고 생각하였고, 불평등의 시정을 요구하였다.

## 역사

### 근대 사회
근대 사회에 들어서 경제적·사회적·정치적 불평등은 사회적 기회의 참여에 있어서 서로간 동등한 자격을 부여해야 한다는 기회균등의 이념을 고조시켰고, 특히 기회균등을 통해 이러한 불평등을 해소할 수 있다는 신념을 가지게 되었다.

## 형태
특별히 공평한 평등주의에 대한 관심은 공산주의 및 법적 평등주의, 운평등주의, 정치적 평등주의, 성 평등주의, 인종의 평등, 결과의 평등, 기독교 평등주의를 포함한다. 평등주의의 일반적인 형태는 정치적·철학적이다.

### 법적 평등주의
한 가지 주장은 자유주의가 공공정책 개발을 위한 틀을 제공함으로써 그리고 개인이 시민권을 획득할 수 있는 적절한 조건을 제공함으로써 시민개혁을 수행하는 수단을 민주적 사회를 제공한다는 것이다.

#### 인간의 평등
1689년 영국의 권리장전과 미국의 헌법은 “사람”이라는 용어를 기본권과 책임을 포함하는 법적 언어에서만 사용하였다. 다만 (a) 반역죄 재판에서, 남성에 관해 권리장전에 나타난 “남자”에 대한 참조 및 (b) 미국 제14차 수정헌법의 비례대표 의원에 관한 규칙을 제외하였다.
미국 헌법의 나머지 부분과 사실상 마찬가지로, 법적 언어로 미국 제14차 수정헌법은 “사람”이라는 용어를 사용한다. 예를 들어, “… 어떤 주든지 어떤 사람에게서 생명 또는 자유, 재산을 정당한 법적 절차 없이 박탈해서는 안 되며, 그 관할권 내의 어떠한 사람에게도 동등한 법적 보호를 부인해서는 안 된다.”

#### 권리와 의무에서 남녀평등
예컨대 2014년 튀니지 헌법이 있다. 이 헌법은 “남녀가 그들의 권리와 의무에서 동등해야 한다.”라고 규정한다.

#### 성평등
“자유, 평등, 우애(Liberté, égalité, fraternité)”라는 표어는 프랑스 혁명 기간 동안 사용되었으며, 여전히 프랑스 정부의 나라 표어로 사용된다. 1789년 인간과 시민의 권리선언에 바탕을 둔 프랑스 헌법은 인류의 동등한 권리에 기초를 두고 있다.
미국 독립선언은, “모든 사람은 평등하게 태어났다.”(“all men are created equal”)라고 표현되는 자연권에서 인간(mankind = man)의 평등을 주장의 예시가 될 수 있다. 존 로크는 때때로 이 형식의 창시자로 여겨진다.
몇몇 미국 헌법 제정자들―특히 존 디킨슨―은 부분적으로 “사람의 권리”(인권, rights of person)가 아닌 “인간의 권리”(rights of man)라고 쓰였기 때문에 미국 독립선언서에 서명하는 것을 거부했다.
하지만 “Man”은 항상 남성과 여성 모두에게 쓰이는 말이기 때문에, 미국의 여러 주 헌법은 “사람의 권리”보다는 “인간의 권리”를 사용한다. (켄터키주 헌법 참조).

### 사회적 평등주의
문화적 차원에서, 평등주의 이론은 지난 200년 동안 고도로 세련되고 발전해 왔다. 널리 주목할 만한 평등주의 철학에는 사회주의 및 공산주의, 사회아나키즘, 자유지상주의적 사회주의, 좌파 자유지상주의, 진보주의가 있으며, 그 중 일부는 경제적 평등주의를 낳는다. 여러 평등주의 사상은 많은 나라에서 지식인층과 일반 대중들 사이에서 폭넓은 지지를 얻고 있다. 그러나 이러한 사상 중 어떤 것이 실제로 행해졌는지는 논란의 여지가 있다. 평등주의에 반대하는 입장은 반(反)평등주의(anti-egalitarianism)이다.

#### 경제적 평등주의
경제적 평등주의에서 결과의 평등에 대한 초기 사례는, 고대 중국의 농업주의 철학자인 허행(zh:许行/許行, Xu Xing)에서 엿볼 수 있다. 맹자와 같은 시대의 사람인 그는 품질과 수요의 차이에 관계없이 모든 유사한 재화와 용역이 정확히 가격 변화가 없는 가격고정을 지지하였다.
사회주의에서 생산수단의 사회적 소유는 때때로 경제적 평등주의의 한 형태로 여겨진다. 그것은 사회적 소유라는 특징을 보이는 경제에서 나타나기 때문인데, 산업에서 생산한 잉여 생산물(en:surplus product)은 일종의 개인적 소유의 계층과는 반대로, 전체적으로 인구를 증가시킬 것이다. 그에 대해 각 개인에게 자율성을 부여하고 서로의 관계에서 평등성을 높일 수 있게 한다. 경제학자 칼 마르크스(Karl Marx)가 때때로 평등주의자라고 오해받기는 하지만, 마르크스는 도덕적 원리에 관한 규범적 이론화를 완전히 삼갔다. 그러나 마르크스는 특정 경제체제와 관련하여 도덕적 원리의 진화에 관한 이론을 가지고 있었다.
미국 경제학자 존 로머(en:John Roemer)는 평등 및 그것과 사회주의와의 관계에 대한 새로운 시각을 제시했다. 로머는 사회주의에 대한 논쟁을 순전히 기술적·유물론적인 이유에서 분배적 정의(en:Distributive justice)로 옮겨, 분배정의의 규범적 원칙을 수용하기 위해 마르크스주의 분석을 재구성하려는 시도한다. 로머는 분배정의의 원칙에 따라 설명하는데, 사적 보상이 생산에서 소비하는 노동의 가치에 비례한다는 원칙에 근거한 사회주의의 전통적인 정의는 부적절하다고 주장한다. 로머는 평등주의자들이 평등을 실현하기 위해 고전적인 정의대로 사회주의를 거부해야 한다고 결론지었다.

### 평등주의와 비인간 동물
잉마르 페르손(Ingmar Persson) 및 피터 밸런타인(en:Peter Vallentyne), 닐스 Holtug(Nils Holtug), 및 루이스 곰퍼츠(en:Lewis Gompertz) 등 여러 철학자들이 평등주의란 비인간 동물의 이익도 고려해야 함을 의미한다고 주장했다.
철학자 오스카 호타(Oscar Horta)는 “평등주의는 종차별주의(en:Speciesism)를 거부함을 의미하고, 실제로는 그것은 비인간 착취·악용을 중지할 뿐만 아니라 동물을 돕는 일도 중지해야 함을 뜻한다. { 자연 그대로 (in nature) }.” 또한 호타(Horta)는 “인간과 비교하여 비인간 동물이 더 불리하기 때문에, 평등주의는 비인간 동물에 우선권을 부여하도록 규정하고 있다.”라고 주장했다.
이때 종차별주의(Speciesism, 또는 종차별) - 비인간 동물에 대해, 종(種)에 의한 차별을 뜻한다. 애완동물과 실험동물·경제동물에 대한 태도의 차이 따위, 예컨대 돼지고기·쇠고기는 먹어도 되지만 개고기는 먹으면 안 된다는 사고방식은 종차별이다.

### 종교적 평등

#### 시크교
시크교 신앙은 평등주의 원칙 위에 세워졌으며, 인종에 기초한 평등의 개념뿐만 아니라 성별 사이의 평등이라는 개념을 재확인했다.
이 평등은 사티(sati)에 대한 비난으로 이어졌다. 사티는 사망한 남편의 화장(火葬) 장례에서 과부들이 스스로 희생하여 불타는 장작더미에 뛰어들어 뒤따라 죽는 관습이다. 당시에는 극히 드문 일이었지만, 가즈니 전쟁(1839년) 초기에 인도와 아프가니스탄에서 전쟁을 일으킨 지하드 지지 세력을 위한 전쟁의 은혜를 선택하기보다 자기희생을 선택하는 전사들의 부인으로 말미암아 발생했다.
이 종교적 금지 명령은 흔히 시크교 신앙에서 여성이 신앙을 실천하고 평등하게 신의 관점에서 평등하다고 간주하는 동등한 권리를 부여하였다고 간주한다. 평등주의를 추구하기 위한 고귀한 전제조건이 있지만, 많은 시크교도는 여전히 힌두교로부터 계승된 그 원형보다 강건한 종족 계급주의를 신봉한다. 평등에 대한 수사적 표현에도 불구하고, 학자들은 시크교의 수사적 표현에서 평등에 대한 모순을 발견했으며, 낮은 계급의 시크교도에 대한 차별을 광범위하게 저질렀다.
게다가 많은 시크교 학자들이 성차별 및 여성 영아살해, 신부의 지참금, 아내의 순사(殉死) 또는 외롭고 고립된 삶을 과부들에게 운명 지우는 관습을 공공연히 비판하며, 시크교의 교리를 평등주의적으로 판단하고 있음에도 불구하고, 이런 관습을 선호하는 힌두교, 불교, 자이나교 등 인도 대륙의 다른 민족 문화적 종교 단체들에 시크교 학자들이 동조하는 동안, 현실에서 그러한 관습은 널리 유행했다.

#### 기독교
성경은 모든 인종과 민족적 혼합, 모든 경제 계층과 모든 연령 집단에 속한 여성과 남성의 근본적인 평등을, 예수 그리스도와 신 그리고 경전에서 무엇보다 중요한 원칙의 모범과 교의(敎義) 속에서 가르친다고 기독교 평등주의(en:Christian egalitarianism)의 관점은 주장한다.
넓은 의미의 기독교에서 반대 집단들로부터 이것에 대한 반대 의견이 있는데, 반대 집단 중 일부는 상호보완론 (신학)이다.
또한 성서가 평등을 장려하며 동시에 법과 질서와 사회구조를 옹호한다고 말하는 사람이 많다. 예컨대, 부모는 자녀들에 대한 권위를 가진다거나, 아내는 남편에게 복종해야 한다는 견해와 남편은 아내를 사랑해야 한다는 견해를 말하는데(에베소서 5장 22~33절), 이런 생각은 평등주의의 이념에 위배된다고 간주된다.
이런 이유로, 갈라디아서 3장 28절에서, “너희는 유대인이나 헬라인이나 종이나 자유인이나 남자나 여자나 다 그리스도 예수 안에서 하나이니라.(유대인도 그리스인도 없고, 노예도 자유인도 없고, 남자도 여자도 없고, 너희는 다 그리스도 예수 안에서 하나이니라.)”라고 밝혔는데, 이는 신의 관점에서 모든 사람은 동등한 존재로 규정하고 있기 때문이다.
그와 마찬가지로 골로새서 3장 11절에서 말하기를, “거기에는 헬라인이나 유대인이나 할례파나 무할례파나 야만인이나 스구디아인이나 종이나 자유인이 차별이 있을 수 없나니 오직 그리스도는 만유시요 만유 안에 계시니라.(거기에는 이방인도 유대인도 없고, 할례파나 무할례파도 없고, 야만인이나 스키타이인도 없고, 노예도 자유인도 없나니, 그리스도는 전부이며, 그 전부 안에 있느니라.)”라고 하였는데, 예수 그리스도를 믿는 신앙과 관련하여 신의 관점에서 모든 사람은 동등한 존재로 규정하고 있다.
여러 기독교 단체들이 이러한 견해의 유지를 꾀하는 한편 기독교 중심 공동체를 발전시키려고 시도했다. 사도행전 2장에서, 초기 기독교 공동체의 구성원들은 그들의 소유물을 팔아 사도들이 감독하는 공동기금에 수익금을 제공한 다음 “그들의 필요에 따라” 나눠썼다.
오늘날 가장 주목할 만한 공동체 가운데 하나는 농업 집단 공동체에 살고 있는 유럽과 북미의 후터파 공동체이다. 개신교 재세례파의 지파인 후터파 : 초기에 순교한 지도자인 야코프 후터(Jacob Hutter)의 이름을 따서 후터파라고 부른다. 초기에는 신자들이 교육, 의료, 금속산업, 공예품 생산에 종사하였고, 오늘날에는 기독교 중심의 집단 농업 공동체로 북미와 유럽에서 명맥을 잇고 있다.

#### 유대교
유대교는 (전체를 개인 위에 두고 개인은 전체에 의존함으로써만 존재와 의의를 지닌다고 주장하는) 보편주의 종교가 아니며, 유대인(아브라함의 손자이자 이사악의 아들로서 이스라엘이라 불리는 야곱의 생물학적 후손 또는 유대교로 개종한 사람으로 정의한다.)이 선택된 백성으로서 신(God)과 특수한 성약을 맺었다고 가르친다(신명기 7장 6절 “신의 소중한 백성으로 선택된(treasured people)”). 그 성약은 세계의 나머지 사람들에게 신의 빛(God's light)의 모범이 돼야 한다는 것이다.
탈무드에서 성문화된 구전 율법(구전된 토라)과 랍비 문학은 유대인과 이방인(글자 그대로 풀이하면 “나라들”) 사이의 종교적·법적 맥락에서 중요한 차이를 만든다.
그러나 유대교는 모든 사람이 신의 창조물이며, 노아 7법으로 알려진 일곱 가지 보편적인 도덕률을 따르도록 명령 받았다고 가르치고 있다. 이런 견해에서 유대인은 보편주의자이지만, 그것은 신성한 계시 안에서 그러하며, 종교적 의무는 아니다.
유대교 개혁파(en:Reform Judaism)와 보수파(en:Conservative Judaism)에서, 평등주의는 종교적인 성별 분리의 무효를 의미한다. 평등주의적 인식이 있는 유대교 회당(시나고그)은 성별이 뒤섞인 좌석(i.e. no en:mechitza)을 허용하며, 여성이 참석한 남성과 함께 기도 인도를 할 뿐만 아니라 공개적으로 경전(토라)을 읽도록 허용한다.

#### 이슬람교
평등에 대한 이슬람교의 태도는 기독교와는 같지 않다. 젠더, 계급, 인종과 관계없이, 신의 눈에는 모든 인간이 동등하다고 강조하지 않는다. 꾸란 49장(알-후주라트(방들) 장) 13절에 이르기를, “사람들이여 하나님이 너희를 창조하사 남성과 여성을 두고 종족과 부족을 두었으되 서로가 서로를 알도록 하였노라 하나님 앞에서 가장 크게 영광을 받을 자는 가장 의로운 자로 하나님은 모든 것을 아시며 관찰하시는 분이시라.”라고 하였다.
루이스 말로우(Louise Marlow)의 “이슬람 사상에서의 계층구조와 평등주의”(Hierarchy and Egalitarianism in Islamic Thought)는 초기의 이슬람교의 평등주의를 현재의 관습과 비교한다.

##### 여성
오늘날 이슬람교에서 여성은 일반적으로 2등 시민이다. 많은 이슬람 국가에서 히자브(hijab), 니카드(niqab) 또는 다른 종류의 베일을 착용하여 얼굴을 가리도록 강요받는다. 이렇게 햇빛을 쬐지 못하게 하면, 결과적으로 몸에서 비타민D를 만들지 못하게 되어, 때때로 뼈의 통증과 근육 약화를 불러온다. 결과적으로, 많은 비타민D 결핍 사례가 보고되며, 그중 일부만 치료되고 있다고 보고된다고 여겨진다. 물론 이 결핍증 및 다른 질병에 대한 치료는 순전히 남편 또는 아버지의 재량에 달려 있다.
또한 많은 이슬람 국가에서, 여성은 남편의 허락 없이 집을 떠나지 못한다. 고등학교 복도 통행증과 비슷한 “허가증”을 지참하고 다녀야 하는데, 만약 허가증이 없다면 여성은 체포되며, 남편에게 연락하여 남편이 여성을 데리러 올 때까지 그대로 있어야 한다. 여성이 이혼하기가 매우 어렵고, 여성이 남편에게 불순종했다는 이유로 여성을 때리거나 죽이는 경우가 많다. 또한 아버지에게 불순종하는 딸도 마찬가지이다.
사우디아라비아에서는 예전에 여성이 운전면허를 갖지 못하게 했지만, 2017년 9월 살만 국왕은 여성평등을 위한 올바른 방향으로 나아가기 위한 첫걸음으로써 왕명으로 여성 운전면허증 개혁을 명령했다. 사우디아라비아의 여성들은 운전면허증 취득 허가를 받을 수도 있지만, 여전히 집밖으로 나가려면 남성의 허가가 필요하다.
여성들에게는 여전히 많은 일을 허용되지 않는다. 남성과의 교제, 수영, 남성의 허가 없이 중요한 결정하는 것, 아름다움을 과시하고 스포츠에서 자유로운 경쟁하며 쇼핑할 때를 위한 복장이나 화장 등이 금지된다.
그래서 여성은 여러 면에서 제한을 받고 있으며, 2등 시민이다. 일부 국가에서는 많은 여성들이 여전히 학교와 대학에 다니지 못하고 있다. 심지어 말하기조차 제한을 받는다.
이슬람교에서 아마도 여성들이 견뎌야 하는 가장 최악의 사태 중 하나는 섹스를 바람직하지 않게 만드는 은밀한 부분의 절단, 즉 여성할례이다. 따라서 이슬람 여성에게 성행위라는 고통스러운 성격 때문에 간통은 그리 일반적이지 않는다. 여성할례는 매우 이른 나이에, 보통 사춘기 이전에 시행된다. 미국에서 이슬람 신자가 아닌 소녀들에게까지 이 여성할례를 시술한 무슬림 의사들이 수많은 사건을 일으켰다.
무슬림 국가의 낙태는 대개 불법이며, 여성에게 권리가 없기 때문에 거의 선택의 여지가 없다.
사실상, 이슬람교는 세계에서 가장 성차별적 종교라고 일반적으로 널리 여겨지고 있다. 거의 노예에 가깝다. 이슬람 지역에 있는 파벌 가운데 일부는 비(非)무슬림이 이교도이며 신의 축복에 합당하지 않다고 믿는다. 결과적으로, 이슬람 단체들은 로더햄(Lotherham)과 같은 도시를 돌아다니며 “이교도 (infidel)” 소녀들을 강간한 다음 이슬람이라는 이름으로 무하마드(Muhammad)의 문자 “M”을 사용하여 표식을 붙이다. 지난 몇 년간 로더햄에서 강간범 1,400명 이상이 체포되었다. 유럽의 다른 많은 도시도 반 평등주의의 문제를 안고 있다. 로더햄에서 강간범 1,400명을 체포했다. 유럽의 다른 많은 도시들도 반(反)평등주의(anti-egalitarianism)에 대한 문제를 안고 있다.

### 군사 평등주의
군사 평등주의는 고대부터 셰익스피어 역사극 <헨리5세>에 나오는 “성 크리스핀 축일 연설”(en:St Crispin's Day Speech)처럼 주목받았다. 그것은 군대가 장교와 사병 사이에서 만들려던 구별에도 불구하고 평등주의를 발생시킨다. 예를 들어, 찰스 던랩 주니어(en:Charles J. Dunlap Jr.) 전 소장은 미국 공군 문화에는 소집된 공군의 작은 집단과 함께 일할 전사로서 또는 항공요원으로서 장교를 교육시키는 평등주의가 포함되어 있다고 말했다.

### 현대 평등주의 이론
현대 평등주의는 경제적·정치적·사회적으로 가능한 성취로서 평등주의의 고전적 정의를 거부하는 이론이다. 현대 평등주의 이론(또는 “새로운 평등주의”)은 모든 사람이 동일한 기회비용을 가졌다면, 비교 발전이 없고 서로 거래함으로써 얻으려는 사람도 없다는 개요를 제시한다. 본질적으로, 사람들이 특성과 재능 면에서 불평등하기 때문에 사람들이 서로 거래함으로써 엄청난 이득을 얻게 된다. 이러한 다름(=차이=격차)은 사람들이 타고나거나 발전시킨 것이며, 서로 거래함으로써 얻을 수 있다.

## 도입
문화적 위험이론(=문화이론)은 (1) 규칙과 원칙에 대한 부정적 태도 및 (2) 단체 의사결정에 대한 긍정적인 태도로 정의되는 평등주의를 견지하는데, 위험의 문화이론은 그 반대개념을 운명론으로 규정한다. 이 이론은 계층주의자(en:Hierarchist)와 평등주의자를 구별한다. 계층 구조의 상류층은 규칙과 그룹 모두에 긍정적이며, 평등주의자들은 집단에 대해 긍정적이지만 규칙에 대해서는 부정적이다. 이것은 알렉산더 버크먼이 정의한 “아나키스트 평등”의 한 형태이다. “평등주의자 사회”의 구조는 명백한 규칙과 처벌보다는 협력과 암묵적 동조압력으로 의해 함께 유지된다. 그러나 톰슨(Michael Thompson) 등이 단 하나의 관점―평등주의 및 계층주의, 개인주의, 운명론, 자율주의의 단일 관점―으로 구성된 어떤 사회라도 본질적으로 불안정하다고 이론화한다. 각 관점이 충족되어야 한다면, 이 모든 관점들 사이에서 상호작용이 요구된다고 주장한다. 예를 들어, 문화 이론에 따르는 개인주의자는 원칙과 집단 모두에 대한 혐오감을 지니지만, 개인의 훌륭함이 집단에게 인정받을 수 없거나, 또는 개인의 훌륭함이 원칙의 형태로 영원히 유지될 수 없다면, 개인주의는 성취하지 못한다. 따라서 평등주의자들은, 그들이 (정의(定義)상, 마지못해서라도) 운명론자 및 히에라르키스트와 협력할 수 있다는 주의(主義)를 받아들이지 않는 한, 그들의 존재를 통하는 것 외에는 아무 힘도 갖지 못한다.
그들은 또한 소속집단이 없는 경우에는 개인적인 방향감각이 없다. 이는 그들이 속한 집단 외부의 개인, 즉 자율주의자 또는 개인주의자가 그것을 완화할 수 있다.
알렉산더 버크먼은 다음 문장과 같이 제안한다.
“평등은 기회균등이지만 결과의 평등을 의미하지는 않는다. (...) 죄수 수용소에서의 강제된 평등과 자유에서의 평등을 동일시하는 실수를 하지 마십시오. 진정한 무정부주의자 평등은 수량이 아니라 자유를 의미한다. 모든 사람이 반드시 똑같은 것을 먹거나, 마시거나, 입어야 한다거나, 모든 사람이 반드시 똑같은 일을 해야 한다거나, 똑같은 방식으로 살아야 한다는 것을 의미하지는 않는다. 그와는 거리가 멀고, 사실상 그 반대이다. (...) 개인의 식욕이 다르듯이, 필요와 취향도 다르다. 기회균등은 진정한 평등을 구성하는 그것들을 만족한다. (...) 균일화와는 거리가 먼, 그러한 평등은 가장 가능성 있는 다양한 활동과 발전을 위한 문을 열어준다. 인간의 성격은 다양하기 때문에.”

### 마르크스주의
카를 마르크스와 프리드리히 엥겔스는 혁명이 사회주의 사회를 가져올 것이라고 믿었다. 그 사회주의 사회는 결국 사회발전의 단계에 따라 공산주의 사회로 나아간다. 그 공산주의 사회는 계급도 국가도 사라지고 “능력에 따른 노동. 필요에 따른 분배(From each according to his ability, to each according to his needs : 그가 능력 가진 바에 맞게 각자로부터, 그가 필요한 바에 맞게 각자에게)”의 원칙과 공동소유 위에 세워진 인간 사회가 될 것이다.
그러나 마르크스주의는 노동자와 사용자 사이의 생산수단의 분배에 따른 계급 폐지라는 사회주의적 개념과 분명하게 구별하여 계급 간에 평등함을 더 높이는 의미에서 평등주의를 거부했다. 마르크스의 무(無)계급적 시각은 보편적 관심(“평등”에 대한 보편개념)에 대한 사회적 종속이 아니라, 개인들이 자신들의 참된 관심사와 욕망을 추구할 수 있게 하는 조건의 창출에 관한 것이었다. 따라서 공산주의 사회에 대한 마르크스의 개념은 근본적으로 개인주의적이다.
마르크스는 “노동에 따른 분배(To each according to his contribution : 그가 기여한 바에 맞게 각자에게)”와 “능력에 따른 노동, 필요에 따른 분배(From each according to his ability, to each according to his needs)”라는 두 원칙을 제안하였다. 첫 번째는 사회주의에 적용되고, 두 번째는 진보한 공산주의 사회에 적용된다.
마르크스의 입장은 종종 생산으로 인한 재화와 용역만이 이론적 평등에 따라 분배되는 분배적 평등주의와 혼동되거나 융합되기는 했지만, 실제로 마르크스는 본질상 추상적이고 부르주아적이라는 평등의 완전한 개념을 피하고, 더 구체적인 원칙에 집중하는 경향이 있다. 그러한 원칙에는 유물론적 근거와 경제적 논리에 따른 착취에 대한 반대 등이 있다.

## 평등주의와 평등
'자유'와 '민주'가 자유주의와 민주주의라는 이념을 내포하듯, '평등'이라는 개념도 평등주의를 포괄한다. 그런데 현실은 자유와 자유주의를 쉽게 일치시켜 이해하는 반면, 평등과 평등주의는 서로 연결을 짓지 못하고 심지어 다른 것으로 왜곡한다. 일반인은 평등의 이념에 대한 관념 자체가 없고 학술적으로도 평등주의라는 개념자체를 사용하지 않는다. 자유, 자유주의 하면 소유의 자유, 경제활동의 자유, 정치적 자유 등 자동적으로 연상되는 구체적 내용이 있지만, 평등주의를 말하면 떠오르는 이미지조차 없는 것이다. 평등(주의)는 200여년전 프랑스혁명과 함께 처음으로 등장한 정치이념이었다. 역사에서 평등이라는 이념은 실천될 때 성립되는 것이지 이론으로 존재하는 것이 아니기에 농노제 및 노예제와 신분제사회에서는 원천적으로 성립할 수 없었다. 따라서 인간이 평등하다는 것은 낮고 천한 신분에서 해방되고, 가난에서 해방되는 것으로 빈부귀천도 약자와 강자도 없이 모두가 경제적인 평등과 지위 혹은 권력에 있어 평등하다는 것을 전제한다.
오늘날 인간은 누구나 존엄과 권리에 있어 평등하다고 헌법에 선언되어 있고 보장되어 있다. 존엄은 높디 높고 엄하다는 것으로 단지 비천하지 않다가 아니라 대통령과 같다라는 의미로도 해석할 수 있는 무한대의 말이다. 그러니까 인간은 경제적으로나 권력적으로 대통령과 같은 자격을 누릴 수도 있는 것이 된다. 인간은 권력과 부(富)에 있어 평등하다는 것이 바로 평등(주의)의 실체고 요체다. 이미 유럽에서 68 혁명 때 모든 개개인은 대통령이다라는 언명이 나왔었다. 40여년이 지난 지금까지도 한국에서는 개인은커녕 겨우 국민이 대통령이다라는 소리밖에는 나오지 않았다. 헌법에서 누구나 (평등하게)인간답게 살 권리가 있다(34조)고 한 것도 인간은 권력과 권리 및 경제적으로 평등해야 한다는 것에 다름 아니다. 실현 가능하고 안하고는 중요하지 않다. 이런 당위와 원칙을 지금 인정하느냐가 문제다. 인간은 크게 두가지 욕망을 평등하게 가지고 있다. 권력욕과 경제욕구다. 권력은 정치력뿐만 아니라 집단, 사회관계에서의 모든 힘의 작용을 포함하는데, 유럽선진국에서 권력이나 권위는 평등이라는 이념앞에 힘을 쓸 수가 없다. 사회적 정치적 권력과 지위는 모두가 평등하게 행사되어야 한다는 사회적 공감대가 형성돼 있는 것이다.
정치권력(power)은 당연히 모든 인간이 주권(력)자로 평등하니 말할 것도 없이 균점돼 있고 직장에서, 가정에서 권력과 권위주의가 통용되지 않는다. 최고권력 앞에서도 평등한 인간이 직장의 장이나 학교의 장, 집안의 가장앞에서 당당하지 않을 이유가 없다. 아이들도 어른앞에 주눅들지 않는 것이 권력에서의 평등, 평등주의이다. 경제평등은 빈부격차가 다 해결되는 것은 아니다. 최대한 해소하는 것으로 유럽의 거의 대부분의 나라는 이미 성취해냈다. 유치원 또는 어린이집에서 고등학교까지의 완벽한 무상의무교육과 평생 무상의료를 보장하는 것으로 충분하다. 이들 나라는 국민소득이 1만불도 안되었을 때 이를 실현했는데 한국의 사회보장은 2만불 시대에 접어들었지만 아직 유럽의 절반에도 못따라가고 있는 실정이다. 일본조차 1억인구가 총중산층이라는 말이 있을 정도로 여전히 복지제도가 완비된 평등한 사회다. 한국이, 다년간 사회유지에 가장 치명적인 자살율과 이혼율이 세계1위인 것은 경제적으로 불평등하고 사회적으로 권력과 지위에 있어 불평등하기 때문이 아니고 무엇인가! ㅡ 인간이 평등하다 함은 빈부귀천도 강자와 약자도 없다는 것으로 경제력과 사회적 권력에 있어 평등하다는 것이다.

## 같이 보기
- 평등
- 자유
- 자유주의
- "모든 사람은 평등하게 태어났다 (en:All men are created equal)"
- 아나키즘
- 기본 소득
- 심층 생태학
- 차별
- 엘리트주의
- 기회 균등
- 결과의 평등
- 여성주의
- 동성 결혼
- 선물 경제 - 대가의 즉시 지불 혹은 예상되는 미래의 대가 등 무언가를 지불하지 않아도 상품과 제품을 주는 경제체제.

- 불공평 혐오(영어판)
- 얀테의 법칙
- 좌익
- 능력주의
- 상호주의 (Mutualism) / 상호부조
- 호혜적 이타주의 (en:Reciprocal altruism) / 이타주의
- 재분배 정의 (en:Redistributive justice) / 소득 재분배
- 종 차별